# 몽 루아
《몽 루아》는 2016년에 대한민국에서 개봉한 프랑스의 영화이다.

## 캐스팅
- 뱅상 카셀 : 조르조 역
- 엠마누엘 베르코 : 토니 역
- 루이 가렐 : 솔라 역
- 이실드 르 베스코 : 바베스 역
- 폴 하(프랑스어판) : 베스코 역
- 제멜 바렉 : 제멜 역
- 레티시아 도슈 : 릴라 역
- 펠릭스 보쉬(프랑스어판) : 말썽꾸러기 아이 역